# معركة خيرونيا (86 قبل الميلاد)
وقعت معركة تشيرونيا بين قبل القوات الرومانية للوسيوس كورنيليوس سولا والجنرال أخيل قائد جيش ميثراداس، بالقرب من خيرونيا، في بيوتيا، في 86 قبل الميلاد خلال الحرب الميثراداتية الأولى. انتهت المعركة بهزيمة كاملة لجيش بنطس ونصر حاسم للرومان.

## القوات

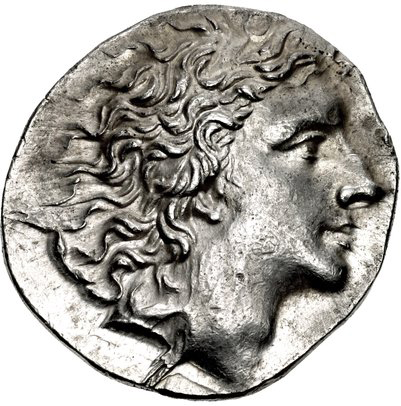
الملك ميثريداتس السادس

### قوات بنطس
أرسل الملك ميثريداتيس السادس تاسيليس أحد من جنرالاته على رأس قوة كبيرة للانضمام إلى أرخيلاوس وقواته في سهول إلاتيا. يذكر المؤرخ بيكر جيشاً رومانياً تعداده أقل من 17000 ألف، باستثناء القوات الحليفة، وأن جيش العدو بنطس يفوق عدد تلك القوات 5 إلى 1، أو حوالي 85000 جندي. بينما يقدم ديلبروك رقمين «مفترضين» وهما 120.000 جندي ورقم مخفض لـ 60.000 محارب من آسيا الصغرى ويعتبره «أكثر منطقية». يقدم ديلبروك مزيدًا من التعليقات على المصادر الأولية المتاحة ويشير تحديدًا إلى مذكرات «غامضة وداعمة» لسولا والتي كانت المصدر الأساسي الذي استخدمه مؤرخون آخرون في ذلك الوقت، مثل بلوتارخ. فضل هاموند الرقم 60.000 جندي، الذي قدمه ممنون من هيراكليا. ويقال أيضًا أن قوات البنطيين كان لديها 90 عربة منجلية.

## المعركة
افتتح سولا الاشتباك مع إنسحاب ظاهري، وترك وحدة واحدة تحت قيادة جابينيوس لاحتلال مدينة خيرونيا والدفاع عنها، وتراجع مورينا مرة أخرى إلى جبل ثوريوم، بينما كان هو نفسه يسير بجانب الضفة اليمنى لنهر سيفيسوس. رداً على ذلك، سار أرخيلاوس إلى الأمام ليحتل موقعًا يواجه خيرونيا وأرسل قوة مرافقة لمهاجمة قوات مورينا في ثوريوم. ارتبط سولا بقواته بخيرونيا ووسع الخط الروماني عبر الوادي. كان موقف مورينا هو الأضعف، وربما لا يمكن الدفاع عنه، لتقوية الموقف جنّد غابينيوس بعض السكان المحليين للمساعدة في التعامل مع الخطر، وهو الاقتراح الذي وافق عليه سولا. عند هذه النقطة، اتخذ سولا موقعه على اليمين وبدأت المعركة.

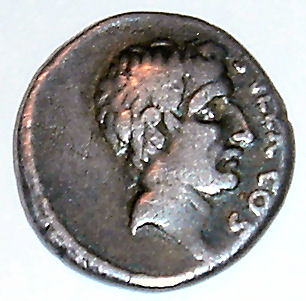
لوشيوس كورنيليوس سولا

قام مورينا، بمساعدة قوة من السكان الأصليين من خيرونيا، بشن هجوم حذر ضد الجناح الأيمن، حيث تم إجبار الجناح على النزول من التل مع خسائر ثقيلة وربما ما يصل إلى 3000 ضحية هناك. في المقابل شنت المركبات هجوماً ضد غابينيوس الذي كان في المركز، سحب غابينيوس قواته خلف رماح دفاعية مثبتة مما أجبر المركبات على التراجع. عندما تراجعت العربات، قوبلوا بوابل من الرماح والسهام الرومانية التي تسببت في حدوث ارتباك وجعلت خط المشاة الرئيسي لأرخيلوس عرضة للهجوم.
هجمت الجيوش الرومانية المحصنة بعد ذلك ودخلت أرض المعركة ضد قوات الكتائب المقدونية في الوسط بدعم من الرماة الذين أطلقوا السهام والحجارة والمسامير من الخلف. لم تستطع الكتيبة غير قادرة على تحمل شحنة كاملة، اشتبكت مع الجحافل الرومانية. على الرغم من ذلك، كان لا يزال على الرومان مواجهة وحدات كتيبة البايك بسيوفهم القصيرة. من أجل أن تستخدم القوات سيفها القصير، كان عليهم أن يضربوا الحراب المتعارضة بأيديهم العارية قبل أن يقتربوا بما يكفي للهجوم.
في غضون ذلك، واصل أرخيلاوس مد خطه يمينًا لتطويق مورينا على الجناح الأيسر الروماني.  هورتنسيوس، مع الأفواج الاحتياطية تحت قيادته، جاء لإنقاذ مورينا، لكن أرخيلاوس، مع 2000 من الفرسان، دفعه إلى التلال حيث وقفت قوة هورتنسيوس معزولة ومعرضة لخطر الإبادة.  رأى سولا ذلك فانطلق عبر ميدان المعركة مع فرسانه من اليمين الروماني، والذين لم يشتركوا بعد بالمعركة، مما أجبر أرخيلاوس على الانسحاب.  انتهز قائد البنطيين الفرصة الآن للهجوم ضد اليمين الروماني الضعيف، الذي أصبح معرضًا للخطر بسبب غياب سولا، وفي الوقت نفسه ترك تاكسيلز مع كتيبة الدروع البرونزية لمواصلة الهجوم على مورينا، الذي أصبح في موقع مكشوف الآن بسبب تراجع هورتنسيوس.
أرسل هورتينيسيوس مع 4 كتائب لدعم مورينا، عاد سولا بسرعة إلى اليمين، حيث جلب مجموعة واحدة من كتيبة هورتينيسيوس واثنين آخرين من (على الأرجح) الاحتياط الآخر تحت غالبا. كان الرومان هناك يقاومون جيدًا، وعندما وصل سولا اخترقوا خط البنطيين وطاردوهم باتجاه نهر كيفيسوس وجبل أكونشن. بدأ المركز في التقدم للأمام بقيادة جابينيوس الذي كان يدحر قوات العدو. نظرًا لأن مورينا على الجناح المقابل كان ناجحاً أيضًا، أمر سولا بتقدم عام. هُزم جيش البنط بأكمله، وسقط القائد تاكسيلز في أيدي الرومان، بينما هرب أرخيلاوس بما تبقى من قوته إلى خالكيذا. قيل أن 10000 جندي بنطي فقط كانوا قادرين على إنقاذ أنفسهم، وعلى الرغم من أن هذا ربما يكون مبالغاً به، إلا أن خسائرهم كانت مع ذلك كبيرة. ذكر سولا أن 100.000 من جنود أرخيلاوس قتلوا، وأن 14 منهم فقدوا في نهاية المعركة وأن اثنين منهم عادوا في اليوم التالي. ومع ذلك، يتم التشكيك في هذه الأرقام باعتبارها غير مقنعة على الإطلاق. على الرغم من صعوبة المعركة، خرج الرومان منتصرين.